# ムンダカ
ムンダカ（バスク語: Mundaka、スペイン語: Mundaca）は、スペイン・バスク州ビスカヤ県のムニシピオ（基礎自治体）。公式名はバスク語のMundaka。コマルカ（郡）としてはブストゥリアルデアの構成自治体のひとつである。国際的に知られたサーフィンスポットであり、ビスカヤ県の県都ビルバオからはバスク鉄道のベルメオ線でアクセスすることができる。

## 歴史
この地域には前期旧石器時代から人類が居住しており、その証明として、ウルダイバイ河口の対岸にあるサンティマミニェ洞窟や、ポルトゥオンド遺跡などの遺跡がある。古代ローマ人はエレーニョ（Ereño）で産する大理石に惹かれてこの地域に達しており、ムンダカからベルメオを通ってビスカヤ地方西部のバルマセダに達するローマ街道の支線が彼らの存在の証拠として残っている。
その後、中世にはヴァイキングがこの地域に到達したとする仮説もある。何人かの研究者は、今日のバスク海岸部に存在する、バスク内陸部の型とは異なる金髪碧眼の型の存在をその根拠としている。民族学者のアントン・エルコレカは、アラビア年代記・中世の物語・他の人類学的データに基づき、9世紀にヴァイキングが存在したと主張している。一方で言語学者のホン・フアリスティは、（北欧には）実際にヴァイキングによって退位させられた何人かのサクソン人の追放者がいたと考えている。
ムンダカはビスカヤ領主にとってもっとも重要な場所のひとつとして知られている。ムンダカは伝説上の初代ビスカヤ領主であるハウン・スリアの生誕地であり、ハウン・スリアはイングランド王から逃れてムンダカにやってきたスコットランド王女の息子である。ビスカヤ領主の歴史によると、ムンダカはビスカヤ地方でもっとも古い聖堂があり、その結果としてビスカヤ地方初の議会が置かれた。町の中心地はムンダカ港であり、そこから旧市街が成長した。この地区ではすべての家々が中世の漁師の家であり、いずれもカンタブリア海の方向を向いている。
ムンダカのアンテイグレシア（バスク地方独特の行政機関）は、1051年にはすでにビスカヤ統治領からサン・ミリャン・デ・ラ・コゴーリャ修道院への寄贈物として言及があり、1070年には前述の教会からサン・フアン・デ・ラ・ペーニャ修道院への寄贈物として言及がある。ムンダカの紋章には黄金の農場に一匹の狼と一本のオークが描かれ、周囲にはチェック柄が描かれている。ムンダカの自治体旗は、金色の糸で刺繍が施された赤色の絹布でできている。
1900年代にはスペイン初の国勢調査が行われた。1910年の人口は2,284人に達し、その時々の様々な状況に応じて増加したり減少したりしている。1950年代には1,500人にまで落ち込んでいたが、その後数回の国勢調査では約1,650人で安定していた。1990年以降、ムンダカの人口はわずかに増加傾向にある。

## 地名
ムンダカ（Mundaca）という名称の由来がラテン語の熟語「munda aqua」（澄んだ水）にあるとする伝説が良く知られている。この伝説は15世紀にロペ・ガルシア・デ・サラサールによって書かれた年代記に登場する。この年代記によると、スコットランドの故郷を追放された王女を乗せた船がムンダカの海岸に到着した。スコットランド人はウルダイバイ河口の濁った水とは対照的な、とても澄んだ水源をムンダカで見つけたので、この地をラテン語でMunda aquaと呼んだ。王女にはやがてハウン・スリアと呼ばれるようになる息子がおり、彼は初代ビスカヤ領主となったという。
この伝説はムンダカにビスカヤ地方初のアンテイグレシアが置かれた理由についても説明している可能性がある。この伝説を抜きにすれば、ムンダカの語源は不明である。ムンダカへの最初の言及は1070年であり、この際にはMondakaとして呼ばれた。「Ego Mome Nunnuç placuit in animis meis mitto in Sancti Johannis de Orioli de Aragone uno monasterio in Bickaga (Vizcaga) in locum quae dicitur Mondaka (Mondacha)」と書かれたのがムンダカへの初の言及である。
この地域に中世にヴァイキングの集落が存在した可能性に基づいて、その名称の語源を北欧に求める研究者もいる。ムンダカはオカ川のムンダカ河口に位置しており、デンマーク語で「mund」は「河口」、「haka」は「岬」を意味することが彼らの根拠である。また、バスク語の地名には「-aka」「-eka」「-ika」という語尾が多く、特にビスカヤ地方にこのような地名が多い。イタロ・ケルト語派の接尾辞「-aka」との関連を見ることができる。名称の由来はより古く、ビスカヤ地方にケルト人が居住していた時代に遡るとする研究者もいる。
伝統的にはMundacaと書かれたが、今日ではバスク語の現代的な綴り規則に適応させて、一般的にはMundakaと書かれている。1982年、自治体の公式名はMundakaとなった。住民の呼称は、スペイン語ではムンダケス（mundaqués）、バスク語ではムンダカラ（mundakarra）である。MundacaはMunitibarのように、MunioやMundioを語幹とし、丘陵を意味する。Akaは斜面として知られる接尾辞であり、IkaやEkaに変化することもある。ムンダカは実際に斜面や丘陵の麓にある。似た語として、MundiやMendiもMunioやMundioのように丘陵や山を意味する。

## 地理

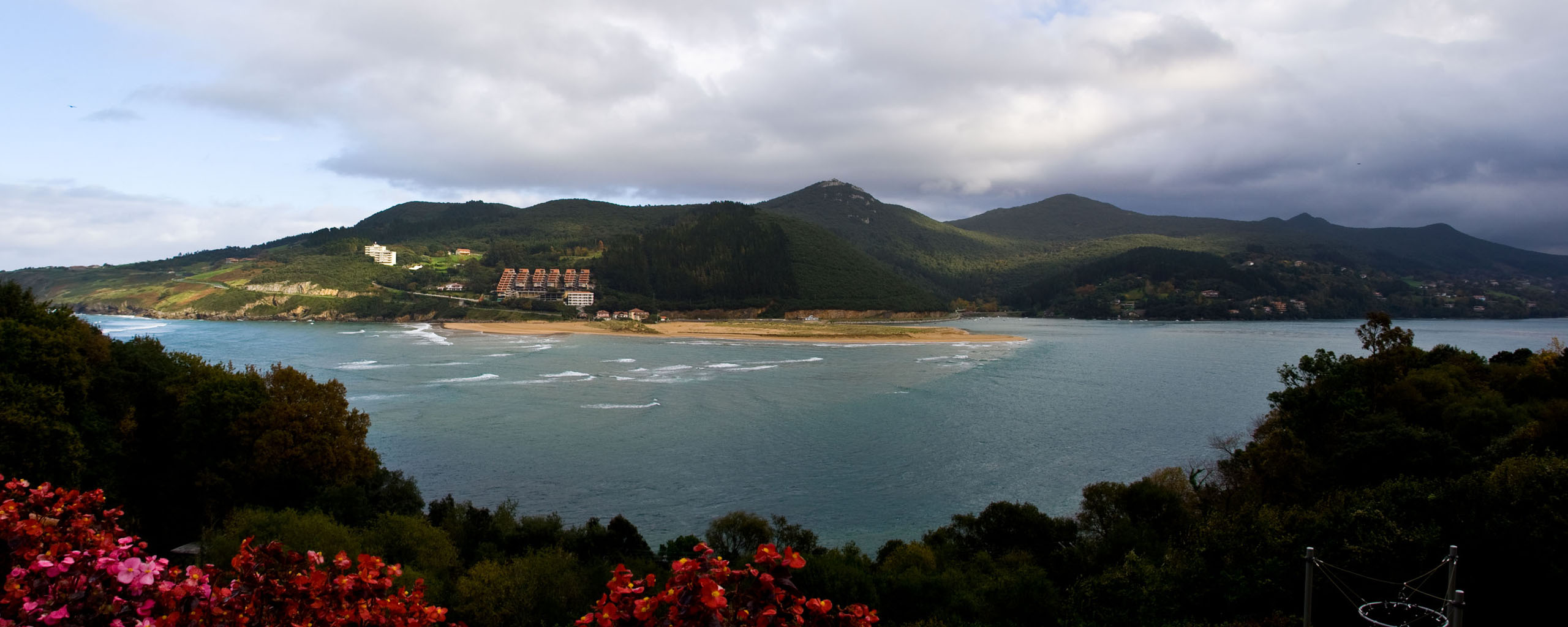
ムンダカの海岸

西はベルメオと、南はペデルナレス（バスク語名はスカッリエタ）と自治体境界を接しており、東と北はビスケー湾のカンタブリア海である。その海岸にはイサロ島と広大なライダ海岸がある。町は標高337mのカティリョチュ山やベトロコル峰の麓にあり、市街地は港周辺に集中している。エレカチュ川がライダ海岸に注いでいる。冬季は頻繁に霜が降りるが、沿岸は夏季も冬季も温暖な気候である。ゲルニカとの間のリアにはアマモ属の藻場があり、ヘラサギの繁殖地でもある。1993年にラムサール条約登録地となった。
- 道路 – ビルバオからN-631号線、アモレビエタ＝エチャノからN-635号線でアクセスできる。
- 鉄道 – 狭軌のバスク鉄道でビルバオからベルメオ線でアクセスできる。
- バス – ビルバオからベルメオ行きに乗車する。
- 海上交通 - 夏季にはイバランゲル（英語版）のライダ海岸とムンダカ港を結ぶフェリーが運航されている。

## 政治
1979年のバスク州発足後、常にバスク民族主義党（EAJ-PNV）が絶対多数で議会を支配している。ムンダカ議会の定数は9である。
2011年の地方自治体選挙には、バスク・ナショナリズム穏健中道右派政党であるバスク民族主義党、バスク連帯を中心として結成されたばかりのビルドゥ、スペイン国会の二大政党のひとつであるスペイン社会労働党のバスク州支部であるバスク社会党（PSE-EE）、同じく二大政党のひとつである国民党（PP）の4政党が参加した。バスク民族主義党が過半数の6議席を獲得し、ビルドゥが3議席を獲得した。バスク社会党と国民党は議席を獲得できなかった。
2012年のバスク自治州議会選挙では、バスク民族主義党が59.86%の747票、ビルドゥが34.13%の426票、バスク社会党が2.56%の32票、国民党が1.26%の17票、エスケル・アニツァが0.32%の4票を獲得した。
| 政党                        | 2015年 | 2015年 | 2015年 | 2011年 | 2011年 | 2011年 |
| 政党                        | 得票数 | 得票率 | 議席数 | 得票数 | 得票率 | 議席数 |
| バスク民族主義党（EAJ-PNV） |        |        |        | 756    | -      | 6      |
| ビルドゥ                    |        |        |        | 451    | -      | 3      |
| バスク社会党（PSE-EE）      |        |        |        | 21     | -      | 0      |
| 国民党（PP）                |        |        |        | 8      | -      | 0      |

## 経済

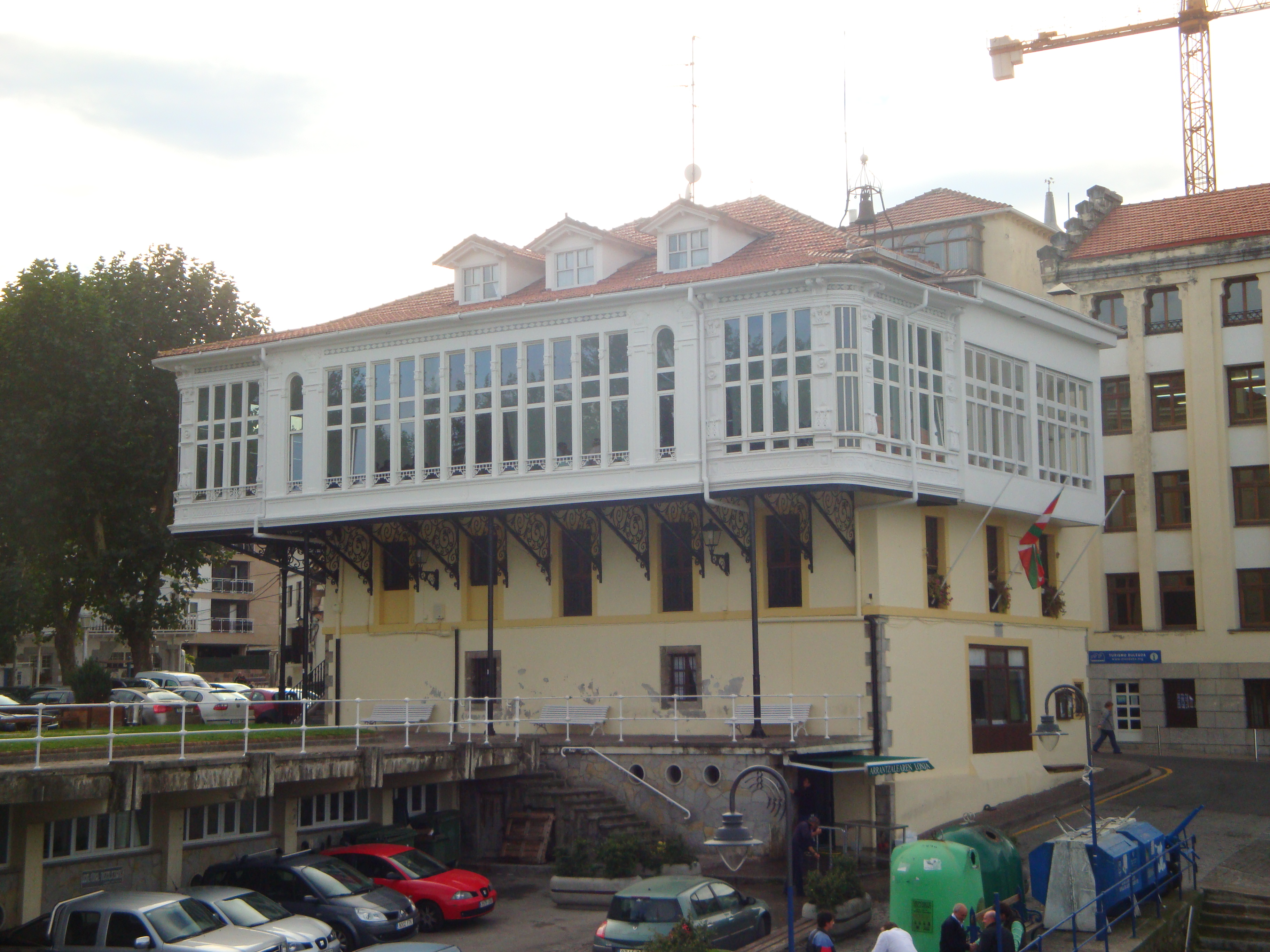
ムンダカにあるカジノ

INEMに登録された1999年の失業者数は58人であり、前年比34%の減少を記録した。
- 第一次産業 – 古くからムンダカは基本的に漁業と海上貿易業に専念しており、重要な漁業者組合が存在した。漁業活動は大きく衰退しており、現在はムンダカに漁師は存在しない。
- 第二次産業 – 造船業を除いて、ムンダカに第二次産業の伝統は存在しない。造船所として使用されていた土地は、20世紀末に住宅用地に当てられた。2002年にはベルメオ港に隣接したムンダカの自治体内に水産加工工場（缶詰工場）が建設された。2003年、ラミアランに工業用地が完成した。
- 第三次産業 – 観光業を中心とする第三次産業はムンダカ経済の牽引者であり、夏季には観光客によって人口が5倍に達する。ムンダカには2ダースものバル、8軒のレストラン、3軒のホテルがあり、バンガローを備えた第一級のキャンプ場、カジノがある。秋季にはサーフィン客がやってくる。

ムンダカには以下のような組織が存在する。
- ブストゥリアルデア水域コンソーシアム
- ビスカヤ県社会サービス協会
- 地域食肉処理場
- ゲルニカ＝ベルメオ＝ウレメンディ山岳農業委員会
- ウルダイバイ自然保護区（英語版）評議委員会
- バスク自治体連合（EUDEL）
- ビスカヤ県企業発展・産業センター
- ゲルニカ＝ベルメオ企業設立センター
- 地域慈善団体委員会

## 文化

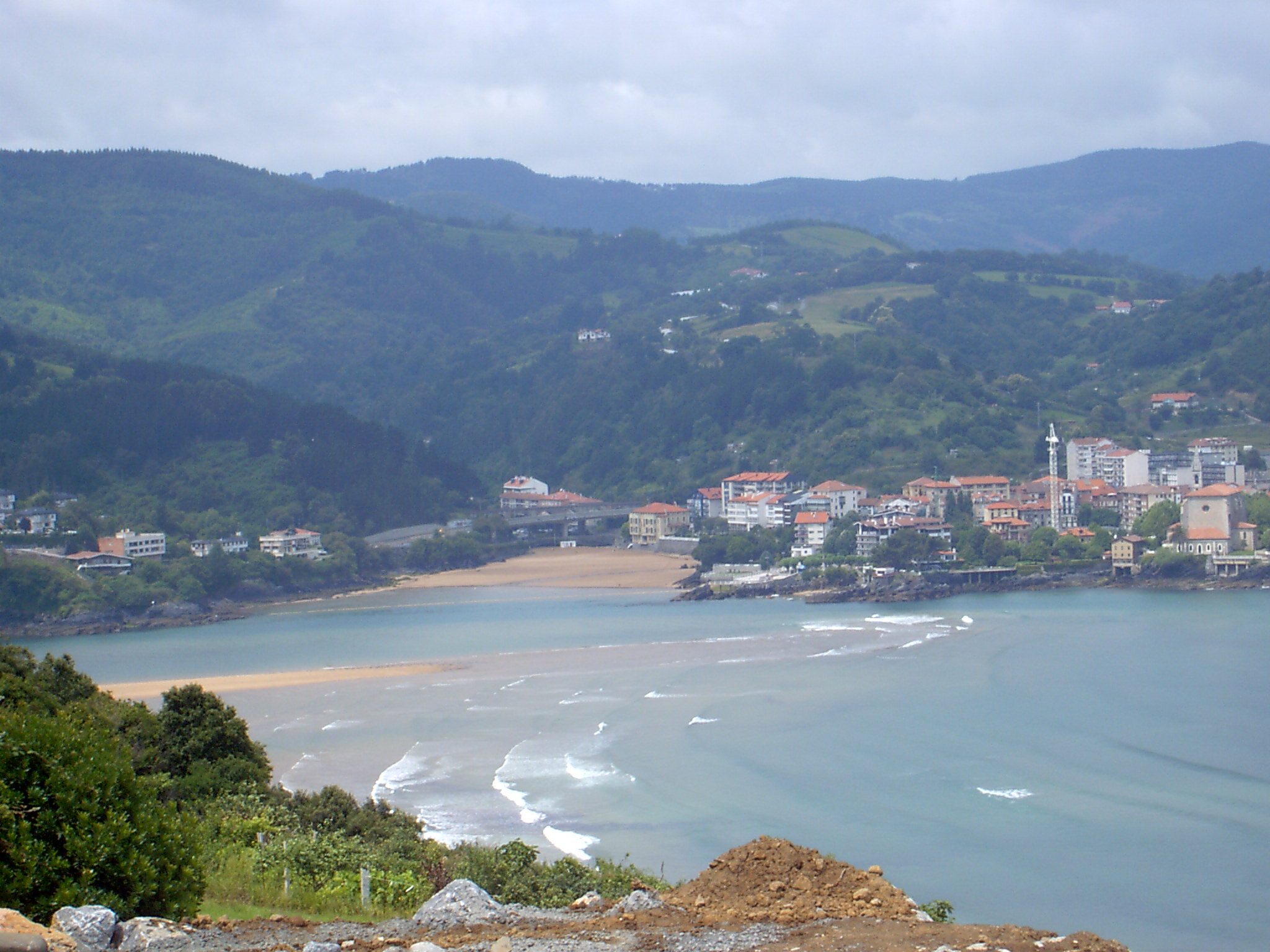
東から見たウルダイバイ河口とムンダカの町

### サーフィン
ムンダカの海岸はサーフィンの適地として世界的に有名である。ヨーロッパ屈指のサーフスポットであるとされ、そのレフトの波は「ムンダカの波」として知られる。ビスケー湾から巨大な波が押し寄せ、バスク州の岩がちな海岸に当たって跳ね返る。ムンダカの河口は完璧な砂洲を形成し、この砂洲が町の防波堤から見ることができる中空の波を作り出す。9月から翌年2月が好機であり、波の高さは0.9-3.7m（3-12ft）とされる。
ムンダカはかつて、サーフィン世界選手権ツアーの開催地のひとつだった。アンディ・アイアンズ、タジ・バロウ、ボビー・マルティネス、ケリー・スレーター、マーク・オクルーポ、ジョエル・パーキンソンなどの偉大なサーファーがムンダカの波を経験している。2011年、アメリカ人サーファーのトム・カレンはムンダカが「世界最高の波」であると述べた。
2005年には30万m2もの砂浜の浚渫が行われ、波の崩壊につながった。サーフィン世界選手権ツアーの開催地から外れ、ヨーロッパ屈指のサーフスポットという看板を取り下げた。ライダ海岸は満潮になると完全に砂浜が隠れたが、2015年には当局によってムンダカ海岸からライダ海岸に4万m2の砂を運ぶ試みが行われた。
- サーフィン世界選手権ツアー ムンダカ大会優勝者
  - 2007  ボビー・マルティネス
  - 2006  ボビー・マルティネス
  - 2005 中止
  - 2004  ルーク・イーガン
  - 2003  ケリー・スレーター
  - 2002  アンディ・アイアンズ
  - 2001 中止
  - 2000  シェーン・ドリアン
  - 1999  マーク・オクルーポ

### 祭礼・行事
- 謝肉祭の日曜日 – アラトゥステ。
- 6月23日 – 夏至またはサンフアナーダ。チストゥ（スペイン語版）の音に乗せてキリスト教到達前の先祖の儀式を提供する魔女のたき火。
- 6月29日 - 聖ペドロ（ペトロ）の祝祭。
- 7月22日 – マグダレーナ。
- 8月最終週 - エウスカル・ハイア（バスク・パーティ）。仮装大会、工芸品マーケット、音楽祭、バスクの伝統的スポーツの大会、バスク・ペロタの大会などが行われる。
- 11月1日 – チャコリ・ワインの日。
- 11月25日 -  サンタ・カタリナ島でのキャサリン・パーティ。

## 出身人物
- ハウン・スリア – 伝説上の初代ビスカヤ領主。
- フランシスコ1世・アール・デ・ララサガ – 海軍提督。
- ロドリゴ・デ・ポルトゥオンド – 海軍軍人。
- ホセ・マヌエル・エチェイタ – 著作家・船長。スペイン人最後のマニラ市長。
- ラモン・メンデソーナ – 共産主義活動家。
- グレゴリオ・ブラスコ – サッカー選手。
- ハイメ・アネサガスティ・イ・リャマス – メキシコのカンペチェ司教。
- エドルタ・ヒメネス – 著作家。
- イラティ・ヒメネス – 著作家。
- オチョルア – 著作家・翻訳者[5]。

## 文献
- Ruiz de Azua, Ander. Mundaca. Orígenes Históricos（ムンダカ 歴史の源）. ムンダカ議会